# Refugi de Francolí
Il refugi de Francolí è un rifugio alpino che si trova nella parrocchia di Sant Julià de Lòria ad Andorra; sorge a 1 865 m d'altezza.

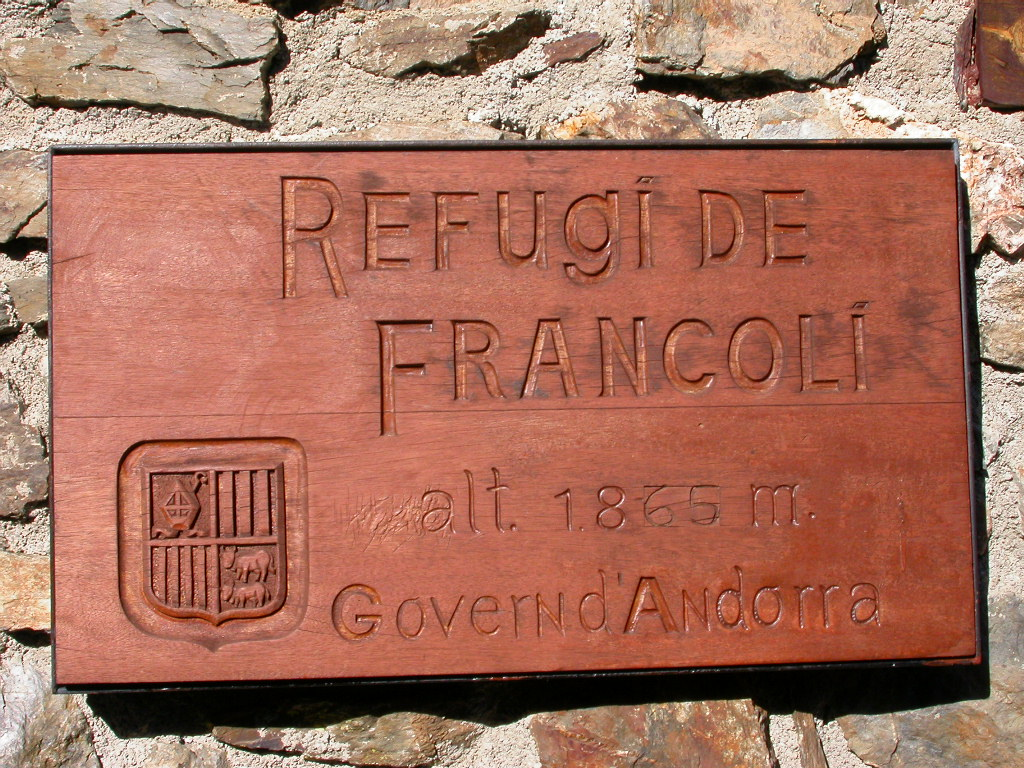
Placca all'esterno del rifugio.